# Orthotrichum stramineum
Orthotrichum stramineum là một loài Rêu trong họ Orthotrichaceae. Loài này được Hornsch. mô tả khoa học đầu tiên năm 1827.